# Xanthopimpla spiloptera
Xanthopimpla spiloptera là một loài tò vò trong họ Ichneumonidae.